# Dráha císařovny Alžběty

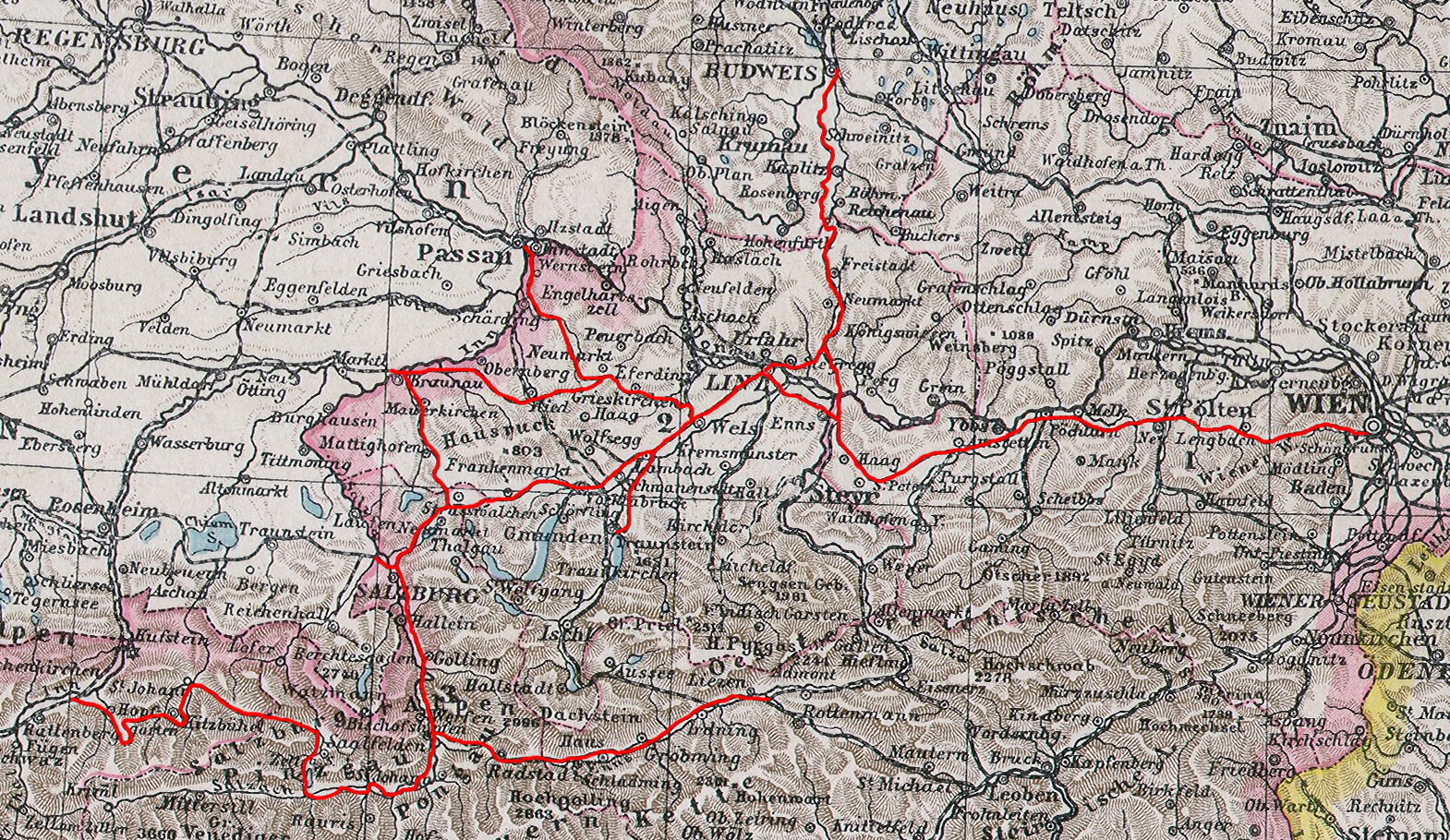
Síť tratí Dráhy císařovny Alžběty.

Dráha císařovny Alžběty (německy k.k. privilegierte Kaiserin Elisabeth-Bahn, zkratka KEB) byla privátní železniční společnost v Rakousku-Uhersku, která postavila a provozovala tratě mezi Vídní a Tyrolskem, hranicemi s Bavorskem a Českými Budějovicemi. Pojmenována byla po manželce císaře Františka Josefa I. Alžbětě Bavorské, známé nyní také pod přezdívkou „Sisi“. Byla to jedna z prvních železničních společností na území Habsburské monarchie. V roce 1857 odkoupila od První železniční společnosti koněspřežnou dráhu České Budějovice – Linec a tu roku 1871 přestavěla na lokomotivní provoz. Zestátněna byla jako vůbec první soukromá železniční společnost v monarchii již v roce 1884.
Kmenová trať společnosti z Vídně přes Linec do Salcburku, zvaná Západní dráha (něm.: Westbahn) a otevřená v celé délce pro provoz 12. srpna 1860 je dnes nejvýznamnější železniční spojnicí v Rakousku.